# Kayıören, Orta
Kayıören là một xã thuộc huyện Orta, tỉnh Çankırı, Thổ Nhĩ Kỳ. Dân số thời điểm năm 2010 là 203 người.